# مائوریتزیو واندلی
مائوریتزیو واندلی (ایتالیایی: Maurizio Vandelli؛ زادهٔ ۹ اوت ۱۹۶۴ ‏(۶۰ سال)) دوچرخه‌سوار اهل ایتالیا است.